# 国際コンシューマ・エレクトロニクス展
国際コンシューマ・エレクトロニクス展（こくさいコンシューマ・エレクトロニクスてん、独: Internationale Funkausstellung、略称IFA）は毎年9月にドイツ・ベルリンのメッセハレンを中心に開催されるCESと並ぶ世界最大規模の見本市。

## 歴史
IFAは1924年に第1回が行われ、途中1940年代には開催が中止された。当時はドイツの放送技術を紹介する展覧会であり、1971年からは放送技術だけでなく、あらゆる電気技術を紹介する展覧会に発展した。